# 天祥 (百貨公司)
天祥（「祥」的粵音：Coeng2，英文：Dodwell）是香港一間已結業的百貨公司，屬英資百年老店天祥洋行的百貨部門，英之傑集團旗下，於1970年代曾在香港設有多家分店。
天祥的經營方式與現在的馬莎百貨甚為接近，主要銷售入口自英國的產品，包括男女衣著服飾、童裝、玩具及食品等，部份為自家品牌，顧客多為外籍人士，其衣物尺碼亦較大。當年天祥出售的貨品不少更為英國製造的入口貨品，貨品售價較高。
1990年代初期，天祥結業，部份店舖轉為馬莎百貨分店。而當年天祥出售的代理品牌「St. Michaels」，現在由馬莎百貨自行經銷。天祥洋行則在1995年被利豐收購。

## 分店
- 尖沙咀海運大廈商場
- 旺角惠豐中心地庫
- 中環萬邦行
- 銅鑼灣怡安大廈
- 太古城中心

## 資料來源
- 集體回憶 - 百貨公司[永久]
- 香港地方 - 天祥的相關討論（页面存档备份，存于）
- 集體回憶（页面存档备份，存于）
- 科學園地: 星期五不適（一）
- 廣東道上　還有海運（页面存档备份，存于）
- 利豐：併購家的獵豹式生存（页面存档备份，存于）